# مبارك راشد الخاطر
ولد الأستاذ مبارك بن راشد جاسم الخاطر، المؤرخ والأديب والشاعر البحريني في مدينة المحرق في العام 1935م وتوفي في 2001م. تلقى علومه في الكتاب ثم انتظم في مدرسة الهداية الخليفية بمدينة المحرق، ثم التحق بالمدرسة الثانوية بالمنامة، حيث حصل على دبلوم التجارة. عمل بعد إتمام دراسته بإدارة المحاكم في وزارة العدل والشؤون الإسلامية (1955 -1967)، كما عمل في إدارة الأوقاف (1967- 1982)، ثم عمل في وزارة الإعلام (1982 - 1994)، حيث أحيل بعدها على التقاعد. كان عضوًا في المجلس الوطني للثقافة والفنون والآداب بالبحرين، كما كان عضو مجلس الأوقاف السنية، وعضوًا في اتحاد المؤرخين العرب، وكذلك كان عضوا في جمعية الإصلاح، وعضو رابطة الأدب الإسلامي العالمية، وعضو جمعية تاريخ وآثار البحرين.
كان الخاطر يشكّل بحق ظاهرةً متفردةً، بدءًا من ستينات القرن الماضي، حيث كان له دورا بارزا في إثراء الحياة الأدبية والفكرية ليس في البحرين فحسب، وإنما على مستوى الخليج العربي بأكمله، وذلك من خلال مساهماته التي فتحت آفاقاً جديدة للباحثين والدارسين لتاريخ وحضارات المنطقة. لقد كان بحق أحد أبرز جيل المؤرخين والأدباء المبدعين والأمناء، حيث شكّلت مؤلفاته ومشاركاته جسرا وحلقة وصل، حملت على عاتقها مسئولية التعريف بعطاءات جيل الرواد المؤسسين في الأدب والثقافة البحرينية الحديثة المعاصرة، وتوثيق المراحل المبكرة للمجتمع البحريني في قطاعاته وميادينه المختلفة، إضافة إلى رصد الملامح التاريخية لنشأة الظواهر والشخصيات والمؤسسات الثقافية والأدبية.
وقد كان الخاطر مثقّفا عصاميا، حمل القلم ولم يتركه إلا في العام الذي ودّع فيه الحياة، تاركاً نتاجاً متفرداً من حيث الاهتمامات وأصالة المواضيع وعمق الطرح وحلاوة البيان، مجتهدا في سبر أغوار الظواهر الثقافية والاجتماعية بالقدر الذي تسمح به مصادر تلك الفترة. وعلى رغم أهمية ومكانة هذه القامة البحرينية الشامخة، إلاّ أنه لم ينل التكريم اللائق لا في حياته ولا بعد مماته. للمؤرّخ الخاطر مؤلفات ودوواين أثرت المكتبة العربية والخليجية والبحرينية، بنتاج فكري لقامة رفيعة رسمت لنفسها مدرسة حقيقية في العطاء بلا ثمن.

## مؤلفاته
1. نابغة البحرين عبد الله الزايد، 1972.
2. القاضي الرئيس قاسم بن مهزع، 1975.
3. الكتابات الأولى الحديثة لمثقفي البحرين، 1978.
4. المنتدى الإسلامي، 1981.
5. الأديب الكاتب ناصر الخيري، 1982.
6. مسرحية العلاء بن الحضرمي لعبد الرحمن المعاودة (دراسة واستقراء).
7. المغمورون الثلاثة.
8. ابن مانع بين الخليج والجزيرة العربية.
9. شعراء النهضة الحديثة في الخليج.
10. العلاقة الثقافية بين السعودية والبحرين خلال قرنين.
11. دخول البحرين في الإسلام.
12. ديوان عبد الله الزائد، 1996.
13. المؤسسات الثقافية الأولى في الكويت، 1997.
14. رجل ومولد قرن، مبارك سيف الناخي (المراسلات)، 2000.
15. مضبطة المشروع الأول للتعليم الحديث في البحرين، 2000.
16. بواكير العلاقة الثقافية والتعليمية بين بلاد الشام والخليج العربي،(1900 – 1950)
17. مقدمة في تاريخ التعليم في البحرين.
18. مقدمة في تاريخ البلديات في البحرين، (1918 – 1984).
19. مقدمة في تاريخ الصحة في البحرين، (1894-1984).
20. مفهوم العمل لدى سمو الشيخ زايد.
21. مفهوم اصطلاحي جديد للتراث الأهلي.
22. كتاب من عدة أجزاء عن حركة الثقافة في الخليج في المنتصف الأول للقرن العشرين.
23. أعمال أخرى مخطوطة.

## إنتاجه الشعري[1]
- أحاديث سمك، ديوان شعر، (القاهرة، مكتبة وهبة، 1999).
- الصك، ديوان شعر، (القاهرة، مكتبة وهبة، 2001).
- مخطوط شعري بعنوان: «شيئًا من الإصغاء يا سادة».

## العضوية
انتسب الاستاذ مبارك الخاطر في العديد من الجمعيات والمجالس، وكان من الناشطين في العمل الثقافي والتآريخي والتطوعي. ومن أبرز المنظمات والجمعيات التي انتسب لها:
- المجلس الوطني للثقافة والفنون والآداب بالبحرين.
- مجلس الأوقاف السنية.
- اتحاد المؤرخين العرب.
- نادي الإصلاح الخليفي ومن ثم جمعية الإصلاح البحرينية.
- رابطة الأدب الإسلامي العالمية.
- جمعية تاريخ وآثار البحرين.

## المشاركات
- شارك في العديد من المؤتمرات والمهرجانات الأدبية والعلمية منها:[1]
- مؤتمر الشباب العالمي الإسلامي، ليبيا (1974).
- مؤتمر الدراسات التاريخية للخليج، أبوظبي، (1979).
- مؤتمر السيرة النبوية، الدوحة (1979).
- مؤتمر الدعوة والدعاة الأول بالمدينة المنورة.
- الحلقة العالمية الرابعة لدراسات الخليج، (1981).
- مهرجان الشعر العربي في دول الخليج العربية، الرياض، (1988).

## الجوائز
حصل على العديد من الجوائز والأوسمة وشهادات التقدير منها:
-      جائزة الدولة التقديرية في الأدب والإنتاج الفكري، وجائزة الدولة للعمل الوطني (1992).
-      وسام المؤرخ العربي من اتحاد المؤرخين العرب، (1987).